# Talloires
Talloires är en kommun i departementet Haute-Savoie i regionen Auvergne-Rhône-Alpes i sydöstra Frankrike. Kommunen ligger i kantonen Annecy-le-Vieux som tillhör arrondissementet Annecy. År 2018 hade Talloires 1 641 invånare.

## Befolkningsutveckling
Antalet invånare i kommunen Talloires
| Referens: INSEE |